# Altre emozioni
Altre emozioni è un album del cantautore italiano Sergio Endrigo, pubblicato dall'etichetta discografica D'autore nel 2003 e ristampato due anni dopo per Rai trade.
La ristampa del 2005 vedrà l'aggiunta di due ulteriori brani (1947 e Altre emozioni), registrati dal vivo ed in dialetto friulano; di fatto si tratta dell'ultimo album del cantautore istriano, uscito in occasione dei suoi settant'anni; l'ultimo album effettivo sarà un tributo alla sua arte, Cjantant Endrigo, uscito l'anno successivo e che vede il cantautore affiancato ai migliori artisti della regione Friuli-Venezia Giulia.
L'album vede affiancarsi le più note canzoni dell'artista, reinterpretate per l'occasione.

## Tracce
1. Altre emozioni – 4:40
2. Allora balliamo – 3:23 (testo: Sergio Endrigo e Maria Giulia Bartolocci – musica: Mario Neri e Sergio Endrigo)
3. 1947 – 2:56 (Sergio Endrigo)
4. Era d'estate – 4:30 (musica: Sergio Endrigo)
5. Madame Guitar – 3:41 (musica: Sergio Endrigo)
6. Canzone per te – 3:55
7. Girotondo intorno al mondo – 3:30
8. Le parole dell'addio – 4:24
9. L'arca di Noé – 2:59
10. Il giardino di Giovanni – 4:19
11. Aria di neve – 3:55
12. Adesso sì – 3:18
13. Questo è amore – 3:11
14. Io che amo solo te – 3:37
15. Nelle mie notti (strumentale) – 3:07 (musica: Sergio Endrigo)

## Formazione
- Sergio Endrigo – voce (ad eccezione di 15)
- Claudia Endrigo - voce (duetto) in 6, 8, 9, 10, 14
- Rosanna Casale - voce (duetto) in 4
- Carlo Grandi - violino in 1, 3, 4, 6, 8, 10, 11, 13, 14
- Davide Bertoni - violino in 1, 3, 4, 6, 8, 10, 11, 13, 14
- Laura Grandi - violino in 1, 2, 3, 4, 6, 7, 8, 10, 11, 13, 14
- Lucia Clonfero - violino in 1, 3, 4, 6, 8, 10, 11, 13, 14
- Elisa D’Agostini - viola in 1, 3, 6, 8, 10, 11, 13, 14
- Martina Bertoni - violoncello in 1, 4, 8, 10, 11, 13, 14
- Fabio Serafini - contrabasso in 1, 3, 8, 10, 11, 13, 14 con archetto in 4
- Giovanni Maier - contrabasso in 12, pizzicato in 4
- Valter Sivilotti - pianoforte in 1, 3, 4, 6, 8, 9, 10, 11, 12, 12, 14, 15
- Piero Ricobello - clarinetto in 2 e 7
- Enrico Toso - tuba in 2 e 7
- Sebastiano Zorza - fisarmonica in 2, 3, 6, 7, 11, 15
- Angela Cavallo - corno inglese in 3
- U.T. Gandhi - batteria in 4, 10, 11, 12 percussioni in 7, 10, 12, 14
- Giorgio Tortora - chitarra in 5, 6, 12
- Andrea Liani - corno francese in 8, 10, 13
- Franca Drioli - vocalizzo in 11
- Daniela Brussolo - flauto in 12 e 14
- Maurizio Tatalo - vocalizzo in 14